# Parafia Wszystkich Świętych w Droszewie
Parafia Wszystkich Świętych w Droszewie – parafia rzymskokatolicka, znajdująca się w diecezji kaliskiej, w dekanacie Gołuchów.